# Popovići (Prnjavor)
Pour les articles homonymes, voir Popovići.
Popovići (en serbe cyrillique : Поповићи) est un village de Bosnie-Herzégovine. Il est situé dans la municipalité de Prnjavor et dans la république serbe de Bosnie. Selon les premiers résultats du recensement bosnien de 2013, il compte 668 habitants.

## Démographie

### Évolution historique de la population dans la localité
| 1948 | 1953 | 1961  | 1971  | 1981  | 1991 | 2013 |
| ---- | ---- | ----- | ----- | ----- | ---- | ---- |
| -    | -    | 1 023 | 1 151 | 1 165 | 951, | 668  |

|  |